# Bevrijding (tijdschrift)
Bevrijding was een tijdschrift voor leden van de Pacifistisch Socialistische Partij.
Tussen 1957 en 1966 verscheen het blad onder de naam Bevrijding. Vervolgens onder de naam Radikaal: Weekblad voor Socialisme en Vrede. Vanaf 1978 verscheen het blad weer onder de naam Bevrijding. De uitgeverij van de PSP, die naast het blad Bevrijding ook ander materiaal voor de partij uitgaf, heette ook Bevrijding.
Leo Platvoet was de laatste hoofdredacteur van Bevrijding en tegelijkertijd de laatste voorzitter van de stichting die de gelijknamige uitgeverij beheerde.

## Voetnoten
1. ↑  PSP op parlement.com